# ТЕС Абу-Кір
ТЕС Абу-Кір — теплова електростанція на середземноморському узбережжі Єгипту, розташована за десяток кілометрів від східної околиці другого за величиною міста країни Александрії.
У 1983—1984 роках на майданчику станції ввели в дію класичну конденсаційну електростанцію у складі чотирьох парових турбін компанії Brown Boveri and Cie потужністю по 150 МВт. Це робило її найбільшою єгипетською станцією в своєму типі, хоча вже за кілька років вона поступилась цією позицією зведеній біля Каїра конденсаційній ТЕС Шубра-ель-Хейма. У 1991 році станцію підсилили п'ятою паровою турбіною компанії Alstom потужністю 310 МВт.
Також з 1983-го року на ТЕС Абу-Кір працює газова турбіна потужністю 24 МВт.
Наступна черга розширення відбулась більш ніж через два десятиліття, коли в 2012 та 2013 роках ввели два нові парові енергоблоки потужністю по 650 МВт. Їх оснастили турбінами японської компанії MHI та генераторами виробництва Melco Japan.
Первісно станцію спорудили з розрахунку на поставки природного газу з розташованого біч-о-біч газопереробного заводу Меадія, що обслуговує офшорне родовище Абу-Кір. В подальшому через створену навколо нього газотранспортну мережу стало можливим отримувати ресурс з інших джерел.